# Euplectrus spodopterae
Euplectrus spodopterae är en stekelart som beskrevs av Bhatnagar 1952. Euplectrus spodopterae ingår i släktet Euplectrus och familjen finglanssteklar. Inga underarter finns listade i Catalogue of Life.